# NGC 306
NGC 306 (również ESO 29-SC23) – gromada otwarta znajdująca się w gwiazdozbiorze Tukana. Należy do Małego Obłoku Magellana. Odkrył ją John Herschel 4 października 1836 roku.